# Sahebganj (Népal)
Sahebganj (en népalais : साहेवगञ्ज) est un comité de développement villageois du Népal situé dans le district de Sunsari. Au recensement de 2011, il comptait 4 064 habitants.